# Adrian Voinea
Adrian Voinea (* 6. August 1974 in Focșani) ist ein ehemaliger rumänischer Tennisspieler.

## Karriere
Voinea begann seine Profikarriere 1993. 1999 feierte er in Brighton seinen größten Karriereerfolg, als er das dortige ATP-Turnier durch einen Sieg über den Österreicher Stefan Koubek gewann. Darüber hinaus stand er bereits 1996 im Finale in Palermo, musste sich jedoch Karim Alami geschlagen geben. Sein bestes Grand-Slam-Ergebnis erzielte er 1995 bei den French Open, wo er bis ins Viertelfinale vorstoßen konnte. Seine höchste Platzierung in der Tennisweltrangliste erreichte er am 15. April 1996 mit Rang 36. Nachdem er 2003 seine Karriere beendet hatte, trat er 2007 bei den Qualifikationen der Australian und French Open an, in denen er aber stets in der ersten Runde ausschied.
Zwischen 1995 und 2003 spielte Voinea insgesamt bei zwölf Begegnungen für die rumänische Davis-Cup-Mannschaft. Er kam dabei ausschließlich im Einzel zum Einsatz und gewann zehn von 18 Partien.

## Erfolge
| Legende (Anzahl der Siege)    |
| Grand Slam                    |
| Tennis Masters Cup            |
| ATP Masters Series            |
| ATP International Series Gold |
| ATP International Series (1)  |
| ATP Challenger Tour (4)       |

| ATP-Titel nach Belag |
| Hartplatz (0)        |
| Sand (1)             |
| Rasen (0)            |
| Teppich (0)          |

### Einzel

#### Turniersiege

##### ATP Tour
| Nr. | Datum              | Turnier     | Belag | Finalgegner   | Ergebnis       |
| --- | ------------------ | ----------- | ----- | ------------- | -------------- |
| 1.  | 26. September 1999 | Bournemouth | Sand  | Stefan Koubek | 1:6, 7:5, 7:62 |

##### Challenger Tour
| Nr. | Datum         | Turnier | Belag     | Finalgegner       | Ergebnis      |
| --- | ------------- | ------- | --------- | ----------------- | ------------- |
| 1.  | 7. Mai 1995   | Malta   | Hartplatz | Ján Krošlák       | 6:3, 6:4      |
| 2.  | 25. Juni 1995 | Košice  | Sand      | Roberto Carretero | 6:3, 4:6, 6:1 |
| 3.  | 5. Juli 1998  | Venedig | Sand      | Franco Squillari  | 6:3, 6:3      |
| 4.  | 17. Juni 2001 | Biella  | Sand      | Christophe Rochus | 3:6, 6:3, 6:4 |

#### Finalteilnahmen
| Nr. | Datum              | Turnier | Belag | Finalgegner | Ergebnis        |
| --- | ------------------ | ------- | ----- | ----------- | --------------- |
| 1.  | 29. September 1996 | Palermo | Sand  | Karim Alami | 5:7, 1:2 aufgg. |